# Лопарская оленегонная собака
Лопа́рская оленего́нная собака, или лапла́ндский хе́рдер, или лапландский вальху́нд (фин. Lapinporokoira), — порода северных пастуших собак в типе овчарки, традиционно используемая лопарями (саамами) для пастьбы оленей, наряду со шпицеобразными финскими лаппхундами. Манера работы лапинпорокойры со стадом отличается от других пастушьих собак: они управляют стадом, громко лая и активно двигаясь.

## История породы
В знаменитой книге Олафа Магнуса «История северных народов» (лат. Historia de Gentibus Septentrionalibus), изданной в 1555 году в Риме, были впервые описаны быт и обычаи саамов, пастьба и уход за оленями, а также лопарские собаки. На рисунках в книге изображены шпицеобразные собаки, предки финского лаппхунда, а также собаки, похожие на овчарок. Их называли «порокойра» — оленная собака. Оба типа собак традиционно жили, охотились и охраняли имущество и оленей вместе. В XVII—XVIII веках начало развиваться промышленное оленеводство, и без помощи собак невозможно было управлять большими стадами оленей.
Для этой работы более предпочтительными оказались собаки удлинённого формата, быстрые и неутомимые, наиболее пригодные к продолжительному гону стада. Чтобы собаки заметно отличались от волков, оленеводы выводили собак более приземистых, обязательно с густой чёрной шерстью. Существование породы оказалось под вопросом, когда была сделана попытка оснастить оленеводов мотосанями и вертолётами. Но оказалось, что олени боятся звука мотора, и первенство было отдано традиционным оленегонным собакам.
Племенная книга лопарских пастушьих собак была открыта в 1950-х годах, а с 1966 года финский лаппхунд и лапинпорокойра были официально признаны как две разные породы. FCI признала лопарскую оленегонную лайку в 1970 году.

## Внешний вид
Лопарская оленегонная лайка — типичная пастушья остроухая собака среднего роста, растянутого формата, с отличным костяком. Голова удлинённая, нос и глаза тёмные, взгляд живой и внимательный. Уши заострённые, стоящие, внутренняя поверхность уха обильно покрыта шерстью. Спина прямая, крепкая, хвост посажен низко, в движении не поднимается выше спины. Собаки этой породы нередко не виляют, вращают хвостом. Лапы овальные, густая шерсть между подушками защищает лапы от порезов и позволяет передвигаться по снегу и насту.
Шерсть двойная, с тонким плотным подшёрстком. Верхний волос прямой, средней длины или длинный, прямой и довольно жёсткий. На шее, груди и задней части бёдер бывает обильный украшающий волос. Считается, что пастухи предпочитают короткошёрстных особей как более подвижных, чем длинношёрстне, поэтому последние встречаются редко. Но даже короткая шерсть должна надёжно защищать собак от холода, дождей и укусов насекомых. Окрас чёрный различных оттенков, до серого и тёмно-коричневого. Допускаются светлые участки (подпал), а также небольшие белые пятна на шее, груди и лапах.

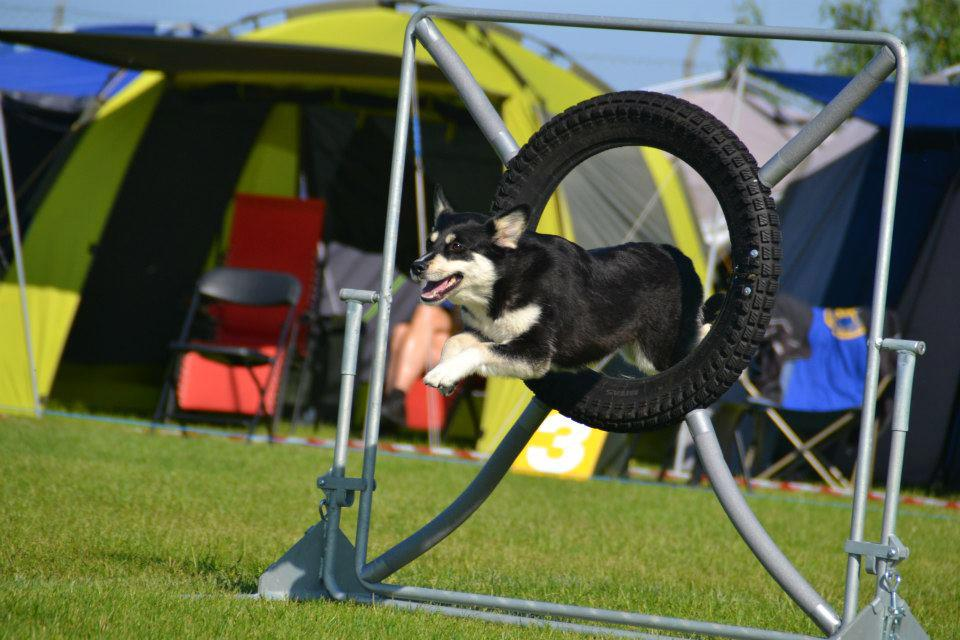

## Темперамент и использование
Лопарские оленегонные собаки послушны, спокойны, дружелюбны, и при этом энергичны и всегда готовы к работе. Во время работы охотно лают. Специфика работы требует от лопарских собак храбрости и самостоятельности, незнакомых людей они сторонятся. Помимо пастушьей службы, лапинпорокойры могут использоваться в спорте, спасательной службе, охоте..